# 傑斐遜鎮區 (印地安納州艾倫縣)
杰斐逊鎮區（Jefferson Township），美国印第安纳州艾伦县的一个鎮區。总面积94.59平方公里，总人口2,109（2010年）。

## 居民点

### 建制城镇
- 纽黑文市东部的一小部分

### 无建制地区
- 梅普尔斯，坐标41°00′46″N 84°58′09″W / 41.012826°N 84.969133°W
- 蒂尔曼，坐标41°01′27″N 84°53′36″W / 41.024215°N 84.893298°W
- 祖卢，坐标41°02′13″N 84°53′32″W / 41.036993°N 84.892187°W